# 保里
保里（Pauri），是印度北阿坎德邦Garhwal县的一个城镇。总人口24742（2001年）。

## 人口
该地2001年总人口24742人，其中男性13235人，女性11507人；0—6岁人口2883人，其中男1580人，女1303人；识字率80.01%，其中男性为83.86%，女性为75.57%。